# Грузины в Иране
Иранские грузины (груз. ირანის ქართველები) — этнические грузины, проживающие в Иране. Восточная Грузия находилась в зависимости от Ирана с XVI до конца XVIII века, начиная с покорения сефевидами. Шах Аббас I, его предшественники и преемники, насильно переселяли сотни тысяч грузин, традиционно исповедующих христианство и иудаизм, чтобы уменьшить влияние кызылбаши, развивать индустриальную экономику, повысить военную мощь и заселить вновь построенные города в различных областях Ирана, в том числе в провинциях Исфахан и Керман. Некоторое число дворян в течение веков эмигрировали в Иран добровольно. В XIX веке, как и мухаджиры, грузины переселялись в Иран после российского завоевания Кавказа. Грузинская община в Ферейдуншехре, ферейданы, сохранила грузинскую идентичность и по сей день, хотя была вынуждена принять такие аспекты иранской культуры как персидский язык, и шиизм, чтобы выжить в местном обществе.

## История

### Эпоха сефевидов
По-видимому, первая община грузин в Иране появилась после вторжения на Кавказ шаха Тахмаспа I, в результате которого в Иран было угнано 30 000 грузин и представителей других кавказских народов. Грузинские поселения появились в Иране в 1610-е годы, когда по приказу шаха Аббаса I было переселено около 200 000 человек из восточно-грузинских провинций Кахетия и Картли в качестве карательной экспедиции против ранее наиболее преданных грузинских вассалов: Теймураза I и Луарсаба II. Большинство современных иранских грузин являются их потомками, а не грузин, переселённых во времена Тахмаспа I. В дальнейшем, уже после смерти Аббаса, в течение XVII, XVIII и XIX веков происходили новые депортаци, последняя из которых относиится к правлению династии Каджаров. В XIX веке некоторое количество грузин переселилось в Иран, как и мухаджиры, после завоевания Кавказа Российской империей. По указанию шаха переселенцев направляли в малонаселённые земли, которые были быстро превращены прибывшими в развитые сельскохозяйственные районы. Многим из новых поселений были даны грузинские названия, совпадающие с географическими названиями в Грузии. В эпоху сефевидов Грузия была настолько политически и в некоторой степени культурно связана с Ираном, что грузины заменили кызылбаши среди чиновников наряду с черкесами и армянами.
Во время своих странствий итальянский путешественник Пьетро Делла Валле писал, что в Персии не было домов, в которых бы не жили грузинские рабы, отмечая присутствие огромного количества грузин в иранском обществе. В поздней сефевидской столице, Исфахане, проживало немало грузин. Многие из городских жителей имели грузинские, черкесские и дагестанские корни. Энгельберт Кемпфер, посетивший Сефевидскую Персию в 1684—85 годах, оценивал их число в 20 000 человек. После заключения соглашения между шахом Аббасом I и его грузинским вассалом Теймуразом I, по которому последний признавал господство сефевидов в обмен на внутреннее самоуправление и назначение сына даругой (наместникоми) Исфахана, грузинский князь принял ислам. Сопровождавшие Теймураза солдаты говорили между собой на грузинском языке. С ним также должны были быть грузинские православные христиане. Двор шаха в Исфахане охраняло большое колчиество грузинских воинов-рабов, немало здесь было и грузинских женщин. Хотя говорили они на фарси или тюркском, их родным языком был грузинский.
В последние дни в империи Cефевидов её враги: Османская империя, Российская империя, а также племена афганцев из дальних восточных регионов — воспользовались слабостью государства и вторглись в Иран. Вклад иранских грузин в войнах против афганцев имел решающее значение. Грузины участвовали в битве при Гольнабаде и в битве при Ферейдуншехре. В последнем сражении они нанесли афганскому войску полное поражение.
Согласно персидским источникам, в эпоху сефевидов 225 000 грузин были вывезены в центральную часть Ирана в течение первых двух веков. Согласно грузинским источникам, число депортированных составило 245 000 человек.

### Эпоха афшаридов
Во время правления династии афшаридов, согласно персидским источникам, в Иран было переселено 5000 грузинских семей, грузинские источники указывают количество как 30 000 человек.

### Эпоха каджаров
Династия каджаров, последняя иранская империя, за краткий период своего существования имела наиболее полный контроль над Грузией. За это время, согласно персидским источникам, в Иран было депортировано 15 000 грузин; по данным грузинских источников, их было 22 000, главным образом женщин и детей. Это стало последним крупным перемещением грузин в Иран, последовавшее после Крцанисской битвы в 1795 году.

### Современный Иран
Несмотря на изоляцию от Грузии, многие грузины сохранили свой язык и традиции, но вынужденно приняли ислам. Этнограф Ладо Агниашвили в 1890 году стал первым представителем Грузии, посетившим общину.
После Первой мировой войны грузинское меньшинство в Иране оказалось вовлечено в противостояние западного мира и Советской России. В 1945 году эта компактная этническая общность, наряду с другими этническими меньшинствами, населяющими Северный Иран, попала в поле зрения СССР в качестве возможного инструмента для воздействия на иранскую внутреннюю политику. В то время как советское руководство Грузии хотело провести репатриацию, центральная власть в Москве явно предпочитала оставить грузин в Иране. Попытки СССР получить влияние в Северном Иране были прекращены только после того как Сталин осознал их невыполнимоть из-за иранского упорства и давления со стороны Соединенных Штатов.
В июне 2004 года новый президент Грузии, Михаил Саакашвили, стал первым грузинским политиком, посетившим общину иранских грузин в Ферейдуншехре. Тысячи местных грузин обеспечили делегации теплый прием, встречая её новым грузинским флагом с пятью крестами. Саакашвили, который подчеркнул историческую роль грузин в защите Ирана, возложили цветы на могилы иранских грузин, погибших во время Ирано-иракской войны.

## География, язык и культура
Грузинское меньшинство в Иране до сих пор использует грузинский язык. Центр расселения грузин в Иране — Ферейдуншехр, небольшой город в 150 км к западу от Исфахана, в области, исторически известной как Ферейдан. Вокруг Ферейдуншехра расположено 10 грузинских городов и сёл. В этой области грузинской идентичность сохраняется лучше по сравнению с другими местами в Иране, большинство людей понимают грузинский и используют его в общении.
Другие места компактного проживания грузин находились в Хорасане у Аббас-Абада (на полпути между Имамшехром и Себзеваром) где осталась только одна старая женщина, которая вспомнила грузин в 1934 году; в Мазендеране у Бехшехра, в Гиляне у Фараз-Абада, в Исфахане у Наджафабада, Бада, Рахматабада, Язданшехра и Амир-Абада. Эти места часто называют «грузинскими кварталами». Многие грузины и иранцы грузинского происхождения также разбросаны в крупных иранских городах, таких как Тегеран, Исфахан, Решт, Кередж и Шираз.
Большинство из этих общин не говорят на грузинском языке, но сохраняют признаки грузинской культуры и осознают себя грузинами. Иногда утверждается, что иранские грузины сохраняют остатки христианской традиции, но доказательств мало. Иранские грузины соблюдают шиитские традиции, а также нерелигиозные традиции иранского общества, например, Новруз.
Местное самоназвание грузин в Иране, как и остальные грузин в мире, — «картвелы» (груз. ქართველი), хотя иногда используются этнонимы «горж», «горджи» (от персидского названия грузин). Свой язык они называют «картули» (грузинский: ქართული). Как указывает Резвани, это не удивительно, учитывая, что все остальные грузинские диалекты в Иране вымерли.
Число грузин в Иране составляет более 100 000. По данным Encyclopaedia Georgiana (1986), порядка 12 000—14 000 жили в сельских районах Ферейдана около 1896 года. По более поздней оценке, приведенной у Резвани (опубликована в 2009 году, написана в 2008 году), в Ферейдане может проживать не менее 61 000 грузин. По другим оценкам (Encyclopedia of the Peoples of Africa and the Middle East, 2009), иранских грузин насчитывается более 100 000. Грузины являются крупнейшей группой среди кавказских народов Ирана, опережая черкесов.